# Panphanpong Pinkong
Panphanpong Pinkong (thailändisch ปัณณ์พันธุ์พงษ์ ปิ่นกอง, * 27. März 1987 in Phitsanulok), auch als Kew (thailändisch คิว) bekannt, ist ein thailändischer Fußballspieler.

## Karriere
Panphanpong Pinkong erlernte das Fußballspielen in der Schulmannschaft der Suankularb Wittayalai School. Seinen ersten Vertrag unterschrieb er 2007 beim damaligen Erstligisten Bangkok United in Bangkok. 2016 wurde er an den Ligakonkurrenten Super Power Samut Prakan FC aus Samut Prakan ausgeliehen. Nachdem Super Power nach der Saison 2016 abgestiegen war, wurde er 2017 an den ebenfalls in der ersten Liga spielenden Port FC aus Bangkok ausgeliehen. Nach Beendigung des Vertrags bei Bangkok United verpflichtete ihn Port FC ab 2018 fest. 2019 stand er mit Port im Finale des FA Cup, dass Port mit 1:0 gegen den Erstligisten Ratchaburi Mitr Phol aus Ratchaburi gewann. Nach der Saison verließ er Port und wechselte in die zweite Liga. Hier unterzeichnete er einen Vertrag beim Nongbua Pitchaya FC in Nong Bua Lamphu. Nach einem Spiel wechselte er im Mai 2020 zum Erstligisten Sukhothai FC nach Sukhothai. Für Sukhothai absolvierte 2020 ein Erstligaspiel.
Seit dem 1. Januar 2021 ist Pinkong vertrags- und vereinslos.

## Erfolge
Port FC
- FA Cup Thailand: 2019